# Karoline Jagemann
Karoline Jagemann (à partir de 1809) Freifrau von Heygendorff (Weimar, 25 janvier 1777 – Dresde, 10 juillet 1848) est une importante tragédienne et chanteuse allemande. Elle a notamment joué Elizabeth dans Marie Stuart (1800) et Beatrice dans La Fiancée de Messine (1803), deux tragédies de Schiller. Elle est aussi connue pour avoir été la maîtresse du duc Charles-Auguste de Saxe-Weimar-Eisenach, père de ses trois enfants. Son portrait et celui de Charles-Auguste ont été peints par Heinrich Christoph Kolbe.

## Biographie

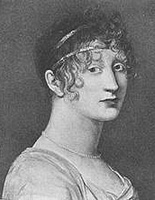
Portrait de Karoline par son frère Ferdinand Jagemann.

Henriette Karoline Friedericke Jagemann est la fille de l'érudit et bibliothécaire Christian Joseph Jagemann (en) (1735–1804) et la sœur du peintre Ferdinand Jagemann (1780–1820). Elle a d'abord étudié à l'École princière de dessin de Weimar (où son frère est plus tard devenu professeur). À partir de 1790, elle a appris à jouer et à chanter à Mannheim sous la direction d'August Iffland et Heinrich Beck (en).
Elle a débuté en 1792 dans le rôle-titre du Singspiel de Paul Wranitzky Oberon, König der Elfen au théâtre national de Mannheim et a été engagée à la cour de Weimar en 1797. Avec la soprano Henriette Eberwein (1790-1849), le ténor Carl Melchior Jakob Moltke et la basse Karl Stromeier, ils formaient le « Quatuor de Weimar ». Elle a été invitée à se produire à Berlin en 1798, à Vienne en 1800 et plus tard à Stuttgart, à Francfort et à Leipzig.
En 1809, son amant le duc Charles-Auguste l'a nommée Freifrau (baronne) von Heygendorff et lui a offert le manoir d'Heygendorf. Reconnu par le duc, leur jeune fils Karl von Heygendorff a officiellement reçu le titre d'Heygendorff le 16 mai 1809, ce qui l'a fait entrer avec ses enfants à venir dans la noblesse saxonne.
La même année, Karoline von Heygendorff a été nommée directrice de l'opéra de Weimar et, après le retrait de Goethe du théâtre, elle est aussi devenue la seule directrice du théâtre de la cour à partir de 1824, sous le titre d'« Oberdirektor ». Elle a quitté la scène après la mort de Charles-Auguste en 1828. Elle a passé ses vingt dernières années avec son fils à Dresde, où elle est enterrée au Cimetière de la Trinité (de).

## Enfants avec Charles-Auguste
1. Karl von Heygendorff (Weimar, 25 décembre 1806 – Dresde, 17 février 1895), général des armées de Saxe ;
2. August von Heygendorff (Weimar, 10 août 1810 – Dresde, 23 janvier 1874) ;
3. Mariana von Heygendorff (Weimar, 8 avril 1812 – 's Gravenhage, 10 août 1836), épouse le 15 octobre 1835 Daniel, Baron Tindal.